# Filip Holender
Filip Holender (Kragujevac, 27 de julio de 1994) es un futbolista serbio, nacionalizado húngaro, que juega en la demarcación de centrocampista para el Fehérvár F. C. de la Nemzeti Bajnokság I.

## Selección nacional
Tras jugar con la selección de fútbol sub-21 de Hungría finalmente hizo su debut con la selección absoluta el 18 de noviembre de 2018 en un encuentro de la Liga de Naciones de la UEFA 2018-19 contra Finlandia que finalizó con un resultado de 2-0 a favor del combinado húngaro tras los goles de Ádám Szalai y de Ádám Nagy.

## Clubes
| Club                    | País    | Año       | Partidos | Goles |
| ----------------------- | ------- | --------- | -------- | ----- |
| Budapest Honvéd F. C.   | Hungría | 2013-2019 | 197      | 43    |
| F. C. Lugano            | Suiza   | 2019-2020 | 36       | 8     |
| Partizán de Belgrado    | Serbia  | 2020-2022 | 69       | 11    |
| Vasas F. C.             | Hungría | 2022-2024 | 68       | 14    |
| Fehérvár F. C. (cedido) | Hungría | 2024-     | 32       | 1     |

## Palmarés

### Campeonatos nacionales
| Título              | Club                  | País    | Año  |
| ------------------- | --------------------- | ------- | ---- |
| Nemzeti Bajnokság I | Budapest Honvéd F. C. | Hungría | 2017 |